# NGC 486
NGC 486 — спиральная галактика в созвездии Рыбы.
Этот объект входит в число перечисленных в оригинальной редакции «Нового общего каталога».
В описании Джона Дрейера этого объекта сказано «звёздная» (так как он «связан» со звездой), поэтому Корвин классифицирует его и как звезду, и как галактику.
Джон Дрейер приписывает открытие NGC 486 Уильяму Парсонсу, но он отмечает, что многие из его открытий, в том числе это, фактически были сделаны его ассистентами: в данном случае это был ирландский инженер Байдон Стоуни. Этот объект иногда путают с PGC 4975, который в Новом общем каталоге на самом деле имеет номер NGC 492A.